# 文官街道
文官街道，是中华人民共和国辽宁省沈阳市大东区下辖的一个乡镇级行政单位。

## 行政区划
文官街道下辖以下地区：
生产社区、乐群社区、和平社区、团结社区、幸福社区、三家子社区、文兴社区、前詹屯村、柳岗屯村、朱尔村和木匠村。